# L'Opinione (quotidiano)
L'Opinione è stato uno storico quotidiano italiano fondato a Torino. Ha avuto due vite: la prima è cominciata nel 1846 e poi si è conclusa nel 1900 (dal 1871 la sede era stata trasferita a Roma). La seconda vita ha attraversato gli anni dal 1945 al 1946 (durante i quali il quotidiano è stato rifondato a Torino).

## Nell'Ottocento

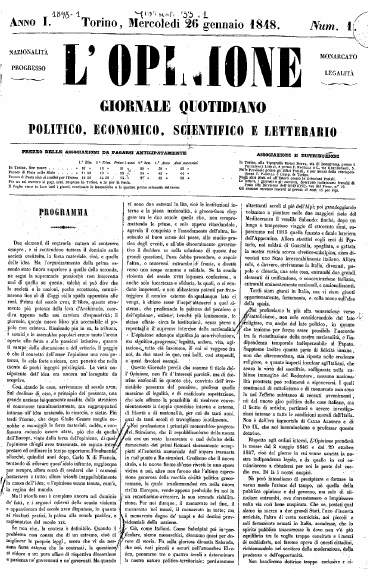
La prima pagina de L'Opinione del 26 gennaio 1848.

Fu concepito a Torino il 26 gennaio 1846 ai tavoli de “Il Cambio”, ristorante che ancor oggi si affaccia sul Palazzo Carignano (allora sede del Parlamento del Regno di Sardegna).

Il giornale nacque per iniziativa di un gruppo di liberali, che comprendeva Giacomo Durando, Massimo Cordero di Montezemolo, Urbano Rattazzi, Giuseppe Cornero e Giovanni Lanza.
Il primo direttore fu Giovanni Lanza. Dal 1848 al 1852 il quotidiano fu diretto Aurelio Bianchi Giovini. Giovini diede al giornale un taglio fortemente anticlericale e radicale: ad esempio, dopo la tragica sconfitta dell'esercito sabaudo nella Battaglia di Novara, su L'Opinione del 28 marzo 1849 espose la fantasiosa tesi che la guerra doveva continuare, costasse quel che costasse, sostenendo, inoltre, che la sconfitta fosse dovuta ad un complotto. Negli anni seguenti, tuttavia, le sue posizioni anticlericali lo portarono a condividere alcune delle iniziative dei governi Cavour, senza appoggiarlo direttamente. Si considerò invece avversario dei repubblicani mazziniani, verso i quali condusse una continua e dura polemica.
Nel 1852 venne chiamato alla direzione Giacomo Dina, che guidò il giornale per 27 anni, fino alla scomparsa, avvenuta il 16 luglio 1879. Sotto la sua guida il giornale cambiò progressivamente la linea anticlericale impostata da Bianchi Giovini e si spostò decisamente su linee filo-cavouriane: appoggiò il connubio e diede un appoggio incondizionato alla politica economica; in politica estera, sostenne la necessità della partecipazione alla Guerra di Crimea.
Con il trasferimento della capitale del Regno d'Italia fu trasferita anche la sede del giornale, che fu portata dapprima a Firenze (1865), quindi a Roma (1871). L'Opinione divenne uno dei giornali più influenti della capitale, con una tiratura di 7 000 copie. Il programma del quotidiano fu di conquistare alla causa unitaria il ceto popolare della piccola e media borghesia romana, sul quale era nota l'influenza del papato.
Nel 1876 con l'avvento al governo della Sinistra storica, il quotidiano passò all'opposizione. Le vendite subirono un declino che, nel giro di pochi anni, divenne inarrestabile. Nel 1892 si rese necessario un intervento di ricapitalizzazione. Se ne incaricò un gruppo di deputati moderati, guidato da Antonio Di Rudinì. Ma la crisi del quotidiano continuò.
Dal 1888 al 1896 L'Opinione fu diretta da Michele Torraca. Tre anni dopo, il 10 aprile 1899, le pubblicazioni cessarono una prima volta. Il giornale venne chiuso definitivamente il 20 dicembre 1900, sotto la direzione di Umberto Silvagni.

## Nel Novecento
La testata fu ripresa come foglio clandestino nel 1944. Tornò in edicola a Torino nel 1945, all'indomani della Liberazione della città. Il primo numero uscì il 28 aprile. In base agli accordi presi tra il CLN e il Comando alleato, potevano uscire solo i giornali dei sei partiti del CLN. L'Opinione ottenne l'autorizzazione alla pubblicazione come organo del Partito Liberale Italiano piemontese.

La redazione era formata da giornalisti provenienti da La Stampa e la Gazzetta del Popolo (i due maggiori quotidiani torinesi, sospesi per decreto del CLN per connivenza con la Repubblica Sociale).

Gerente responsabile era Franco Antonicelli, il giornale era fatto quasi per intero da Giulio De Benedetti (da La Stampa). Corrispondente da Roma era Vittorio Gorresio, mentre da Londra era Ruggero Orlando (da La Stampa).

Tra i collaboratori principali, Filippo Burzio, Francesco Neri, Edilio Rusconi, Camilla Cederna, Luigi Einaudi, Paolo Greco.
"Il quotidiano era ricalcato su La Stampa, utilizzando lo stesso carattere tipografico e ripetendo la stessa impaginazione".

In luglio i due quotidiani storici di Torino tornarono in edicola, anche se con una nuova testata. Le vendite de L'Opinione, stretta tra i due colossi, si ridussero in breve tempo a poche migliaia di copie.

All'inizio del 1946 si verificò una spaccatura all'interno del PLI piemontese. Il 6 aprile Antonicelli lasciò il quotidiano, che si avviò verso un inarrestabile declino.

L'ultimo numero uscì il 30 giugno 1946.
Tra le rubriche del quotidiano è da ricordare «Specchio dei tempi», apparsa per la prima volta il 10 gennaio 1946. Pubblicata in taglio basso sulla prima pagina, conteneva storie e fatti di costume. Il titolo venne ripreso da Giulio De Benedetti nel 1955 su La Stampa, diventando in pochi anni una delle rubriche più famose del quotidiano.